# غاريث أوين (مقدم تلفزيوني)
غاريث أوين (بالإنجليزية: Gareth Owen)‏ هو مقدم تلفزيوني بريطاني، ولد في 1984.